# アルフォンソ・レイエス
アルフォンソ・レイエス（スペイン語: Alfonso Reyes Ochoa, 1889年5月17日 - 1959年12月27日）は、メキシコの詩人、小説家、評論家、批評家、外交官。外交官としての仕事のかたわら文学研究を行う学者と知られ、さらに詩や小説も手がけ、国内だけではなく、ラテンアメリカ圏、次世代の作家たちに大きな影響を与えた。メキシコ大使としてブエノスアイレスに赴任時、若きホルヘ・ルイス・ボルヘスが教えを乞うたほどの博識家として知られ、ボルヘスは「スペイン語による書き手の中でも、最も偉大な作家」、オクタビオ・パスは「レイエスが文学の逸話を変えた」、カルロス・フエンテスは「レイエスが西洋文化のすべてをラテンアメリカの言葉に翻訳した」と評した。

## 生涯
1889年、モンテレイ生まれ。父ベルナルド・レイエスはヌエボ・レオン州の知事だった。その生涯のほとんどを海外で過ごしたレイオスは、1913年に法の学位を受け、フランスで外交官のキャリアをスタートした。1914年、スペインのマドリードに移って、ラモン・メネンデス・ピダルの下で研究を重ねた。以降、1924年にかけて同地に滞在し、文学ジャーナリスト、捜査官、翻訳者、評論家、および作家として活躍した。またメキシコ革命前の国内政治を批判し､後に外交官として赴任地から、教養と学識に基づくエッセイや小説をはじめ幅広く精力的に執筆活動を行った。『夕食会』などの幻惑的な妙味が持ち味の優れた短編のほかに、幻視の方法から、神話、征服以前のインディオの文化を縦断した詩を、世界文学に昇華させた。またレイエスは西洋文学の紹介者としても大きな足跡を残し、ロバート・ルイス・スティーヴンソン、ギルバート・ケイス・チェスタートン、アントン・チェーホフなどを翻訳し、ラテンアメリカ圏に紹介した。特にギリシア学に関しては世界的な権威として知られ、彼の研究はソクラテスなどのヘレニズムの哲学者、ホメロスやウェルギリウス、ギリシャ悲劇まで及んだ。1959年にメキシコシティで心筋梗塞のため死去。70歳。